# 亞洛索韋茨凱
49°40′55″N 33°25′22″E / 49.68194°N 33.42278°E
亞洛索韋茨凱（烏克蘭語：Ялосовецьке）是位於烏克蘭中部的村落，隸屬波爾塔瓦州的盧布尼區。該村距離羅普良斯凱、新伊萬尼夫卡、帕夫連基和布里加季里夫卡1.5公里，海拔高度109米，2001年人口730。